# Freyhold
Freyhold (Freyhold-Ustarbowski, Ustarbowski) – kaszubski herb szlachecki.

## Opis herbu
Herb znany przynajmniej w czterech wariantach. Opisy z wykorzystaniem zasad blazonowania, zaproponowanych przez Alfreda Znamierowskiego:
Freyhold I (Freyhold-Ustarbowski): W polu srebrnym skos lewy czerwony, obarczony trzema gwiazdami złotymi. Klejnot: nad hełmem w koronie trzy pióra strusie, czerwone między srebrnymi. Labry: czerwone, podbite srebrem.
Freyhold I a (Freyhold-Ustarbowski, Ustarbowski): Barwy skosu i pola oraz piór są zamienione.
Freyhold II (Freyhold-Ustarbowski): Inny klejnot: nad hełmem bez korony, ramię zbrojne z mieczem, wzniesione do cięcia. Labry czerwone, podbite złotem.
Freyhold II a (Freyhold-Ustarbowski): Inny klejnot: nad hełmem bez korony, ramię zbrojne z mieczem, wsparte na łokciu, pomiędzy dwoma skrzydłami orlimi, srebrnymi.

## Najwcześniejsze wzmianki
Wariant I wymieniany przez Wincklera (Die nationalitaten Pomerellens) oraz Nowego Siebmachera, kolejne tylko u Siebmachera. Wariant I a znany był od XVII wieku. Dwa ostatnie używane były w XVIII-XIX wieku.

## Rodzina Freyhold-Ustarbowskich
Rodzina szlachecka wywodząca się Ustarbowa, gdzie najwcześniej notowani byli z przydomkiem Pięta. 
Jeden Ustarbowski osiadł przed 1658 na części wsi Siemirowice i dał początek gałęzi mieszkającej tutaj do początku XIX wieku. Z niej w 1804 wymieniani są synowie Antona: Johann Jakob, Ernst Heinrich, Michael August, wojskowi i Friedrich Wilhelm. To prawdopodobnie ci Ustarbowscy nosili przydomek Freyhold, który mogli przyjąć służąc w pruskiej armii, jako wyraz odcięcia się od polskich korzeni. Nie ma jednak pewności, czy Freyholdowie byli oddzielną rodziną (na co wskazywałby zupełnie odmienny herb), pochodzenia inflanckiego, jak piszą niektórzy heraldycy niemieccy, czy gałęzią Ustarbowskich, która przyjęła odmienny herb (podobny herb nosiła zachodniopruska rodzina von Usdau).

## Herbowni
Ustarbowski z przydomkiem Freyhold.
Ustarbowscy Piętowie używali herbu Ustarbowski, przypisywano im też herb Ostoja Pruska (zapewne błędnie). Jakichś Ustarbowskich odnotowano również w Galicji w XVIII wieku z herbem Leliwa.